# Liga a II-a 2024-2025
Sezonul 2024-2025 al Ligii a II-a a fost cea de-a 85-a ediție al celui de-al doilea eșalon al sistemului de ligi ale fotbalului românesc. Sezonul a început pe 3 august 2024 și s-a încheiat pe 18 mai 2025.
Pe 13 iulie 2023, Federația Română de Fotbal a anunțat mărirea numărului de echipe participante în Liga a II-a începând cu sezonul 2024-2025, de la 20 la 22. Sistemul de desfășurare a rămas neschimbat: echipele s-au confruntat mai întâi în sezonul regular (care presupune acum 21 de meciuri per echipă, față de 19 anterior) pentru play-off-ul de promovare sau play-out-urile pentru evitarea retrogradării. Primele șase echipe s-au calificat în play-off, iar restul de 16 au fost împărțite egal în cele două play-out-uri.
Începând cu acest sezon, cluburile ale căror academii de copii și juniori au fost clasate în primele 20 de academii în procesul de clasificare au trebuit să utilizeze permanent pe teren minimum cinci jucători români formați la nivel național și eligibili pentru selecționatele autohtone. Regula s-a aplicat următoarelor cluburi: Csíkszereda Miercurea Ciuc, CSA Steaua București, Voluntari și Argeș Pitești. Echipele care nu au respectat această regulă au fost sancționate financiar.

## Echipe

### Schimbări la echipe
| Promovate din Liga a III-a - CS Afumați (după 6 ani de absență) - Bihor Oradea (după 8 ani de absență) - Câmpulung Muscel (prima participare) - Metalul Buzău (prima participare) - Unirea Ungheni (prima participare) - CSM Focșani (după 16 ani de absență) Retrogradate din SuperLigă - FC Voluntari (după 9 ani de absență) - FCU Craiova (după 3 ani de absență) | Retrogradate în Liga a III-a - Unirea Dej (după 3 ani de participare) - CSM Alexandria (după un an de participare) - CS Tunari (după un an de participare) - Progresul Spartac (după 2 ani de participare) Promovate în SuperLigă - Unirea Slobozia (după 4 ani de participare) - Gloria Buzău (după 5 ani de participare) |

### Stadioane
| Club                  | Locație        | Stadion            | Capacitate |
| --------------------- | -------------- | ------------------ | ---------- |
| Steaua București      | București      | Steaua             | 31.254     |
| FCU Craiova           | Craiova        | Ion Oblemenco      | 30.983     |
| Ceahlăul Piatra Neamț | Piatra Neamț   | Ceahlăul           | 18.000     |
| Corvinul Hunedoara    | Hunedoara      | Michael Klein      | 16.500     |
| Viitorul-Pandurii     | Târgu Jiu      | Tudor Vladimirescu | 12.518     |
| Reșița                | Reșița         | Mircea Chivu       | 12.500     |
| FC Bihor              | Oradea         | Iuliu Bodola       | 12.376     |
| Slatina               | Slatina        | 1 Mai              | 12.000     |
| Mioveni               | Mioveni        | Orășenesc          | 10.000     |
| FC Argeș              | Mioveni        | Orășenesc          | 10.000     |
| CSM Focșani           | Focșani        | Milcovul           | 8.500      |
| Chindia               | Târgoviște     | Eugen Popescu      | 8.400      |
| Concordia             | Chiajna        | Concordia          | 5.123      |
| 1599 Șelimbăr         | Cisnădie       | Măgura             | 5.000      |
| Voluntari             | Voluntari      | Anghel Iordănescu  | 4.600      |
| Csíkszereda           | Miercurea Ciuc | Municipal          | 4.000      |
| Câmpulung             | Câmpulung      | Muscelul           | 3.000      |
| Afumați               | Afumați        | Comunal            | 2.000      |
| Metalul               | Buzău          | Metalul            | 1.573      |
| Metaloglobus          | București      | Metaloglobus       | 1.000      |
| Unirea Ungheni        | Ungheni        | Central            | 500        |
| Dumbrăvița            | Dumbrăvița     | Ștefan Dobay       | 500        |

Note
1. ↑  Argeș Pitești își dispută meciurile de pe teren propriu pe stadionul Orășenesc din Mioveni deoarece Stadionul Nicolae Dobrin se află în reconstrucție.

## Sezonul regular
În sezonul regular, echipele au jucat fiecare cu fiecare o singură dată (21 de meciuri pe echipă) pentru ca mai apoi să fie repartizate, pe baza clasamentului, în cea de-a doua fază a competiției, play-off sau play-out.

### Rezultate
| Oaspeți ► Gazde ▼                          | RES | DUM | STE | FOC | BIH | CSI | SLA | CON | COR | MET | CHI | SEL | UNG | AFU | VOL | CHL | CMU | ARG | MBZ | FCU |
| ------------------------------------------ | --- | --- | --- | --- | --- | --- | --- | --- | --- | --- | --- | --- | --- | --- | --- | --- | --- | --- | --- | --- |
| Reșița                                     |     | 1–1 |     | 1–0 |     | 2–3 |     | 3–1 | 1–0 |     | 1–1 |     | 3–2 |     | 0–2 |     |     | 0–0 |     | 2–0 |
| Dumbrăvița                                 |     |     | 0–1 |     | 1–0 |     | 2–4 |     |     | 0–2 |     | 2–3 |     | 0–2 |     | 1–2 | 1–0 |     | 3–1 | 1–2 |
| CSA Steaua București                       | 2–2 |     |     | 1–0 |     | 0–0 |     | 2–1 | 3–0 |     | 1–1 |     | 2–1 |     | 2–1 |     |     | 0–0 |     | 0–0 |
| Focșani                                    |     | 0–1 |     |     | 0–3 |     | 1–0 |     |     | 0–1 |     | 1–0 |     | 0–0 |     | 0–1 | 2–0 |     | 0–3 | 1–1 |
| FC Bihor                                   | 2–3 |     | 0–1 |     |     | 0–1 |     | 0–4 | 1–2 |     | 1–0 |     | 0–2 |     | 2–4 |     |     | 1–0 |     | 1–1 |
| Csíkszereda                                |     | 1–0 |     | 1–0 |     |     | 5–1 |     |     | 2–1 |     | 1–0 |     | 3–1 |     | 3–1 | 4–1 |     | 4–2 | 2–0 |
| Slatina                                    | 4–0 |     | 1–1 |     | 0–0 |     |     | 1–2 | 1–0 |     | 0–0 |     | 0–1 |     | 1–1 |     |     | 0–0 |     | 1–2 |
| Chiajna                                    |     | 0–0 |     | 1–0 |     | 2–1 |     |     |     | 2–3 |     | 2–2 |     | 2–4 |     | 0–2 | 1–0 |     | 1–0 | 0–2 |
| Corvinul                                   |     | 0–0 |     | 3–2 |     | 1–1 |     | 1–1 |     | 0–1 |     | 1–0 |     | 2–0 |     | 1–1 | 1–0 |     | 0–1 | 0–0 |
| Metaloglobus București                     | 1–0 |     | 0–0 |     | 1–0 |     | 0–1 |     |     |     | 3–2 |     | 3–0 |     | 2–1 |     |     | 1–2 |     | 3–2 |
| Chindia                                    |     | 4–1 |     | 1–1 |     | 1–2 |     | 1–1 | 0–1 |     |     | 2–1 |     | 0–1 |     | 0–1 | 4–0 |     | 0–0 |     |
| 1599 Șelimbăr                              | 0–3 |     | 0–1 |     | 1–1 |     | 2–1 |     |     | 3–1 |     |     | 0–0 |     | 0–0 |     |     | 0–0 |     |     |
| Unirea Ungheni                             |     | 1–0 |     | 1–1 |     | 1–0 |     | 3–1 | 1–2 |     | 0–1 |     |     | 0–0 |     | 1–1 | 2–1 |     | 0–0 |     |
| Afumați                                    | 3–2 |     | 0–4 |     | 1–2 |     | 1–2 |     |     | 2–1 |     | 1–0 |     |     | 0–1 |     |     | 1–1 |     |     |
| Voluntari                                  |     | 1–0 |     | 0–0 |     | 2–1 |     | 1–1 | 2–0 |     | 4–1 |     | 1–3 |     |     | 2–1 | 3–0 |     | 1–1 |     |
| Ceahlăul                                   | 0–2 |     | 1–1 |     | 1–1 |     | 0–3 |     |     | 0–1 |     | 3–2 |     | 3–0 |     |     |     | 0–0 |     |     |
| AFC Câmpulung                              | 0–3 |     | 0–1 |     | 2–1 |     | 0–5 |     |     | 0–3 |     | 0–4 |     | 1–2 |     | 0–0 |     | 1–3 |     |     |
| Argeș Pitești                              |     | 2–1 |     | 2–0 |     | 0–1 |     | 3–2 | 0–1 |     | 2–1 |     | 2–0 |     | 1–0 |     |     |     | 0–0 |     |
| Metalul Buzău                              | 0–2 |     | 0–1 |     | 1–2 |     | 1–0 |     |     | 2–2 |     | 2–0 |     | 1–0 |     | 1–0 | 0–1 |     |     |     |
| FCU Craiova                                |     |     |     |     |     |     |     |     |     |     | 1–0 | 1–1 | 2–0 | 0–3 | 0–0 | 2–4 | 2–0 | 0–1 | 3–1 |     |
| Câștigă gazdele; Remiză; Câștigă oaspeții. |     |     |     |     |     |     |     |     |     |     |     |     |     |     |     |     |     |     |     |     |

### Clasament
| Loc | Echipă                 | Pct. | MJ | V  | E | Î  | GM | GP | DG  | Calificare             |
| --- | ---------------------- | ---- | -- | -- | - | -- | -- | -- | --- | ---------------------- |
| 1.  | Csíkszereda            | 44   | 19 | 14 | 2 | 3  | 37 | 17 | +20 | Calificare în Play-off |
| 2.  | CSA Steaua București   | 41   | 19 | 11 | 8 | 0  | 24 | 8  | +16 | Calificare în Play-off |
| 3.  | Metaloglobus București | 38   | 19 | 12 | 2 | 5  | 30 | 19 | +11 | Calificare în Play-off |
| 4.  | Reșița                 | 34   | 19 | 10 | 4 | 5  | 31 | 22 | +9  | Calificare în Play-off |
| 5.  | Argeș Pitești          | 34   | 19 | 9  | 7 | 3  | 19 | 10 | +9  | Calificare în Play-off |
| 6.  | Voluntari              | 33   | 19 | 9  | 6 | 4  | 27 | 16 | +11 | Calificare în Play-off |
| 7.  | Corvinul               | 29   | 19 | 8  | 5 | 6  | 18 | 16 | +2  | Calificare în Grupa A  |
| 8.  | Ceahlăul               | 27   | 19 | 7  | 6 | 6  | 22 | 22 | 0   | Calificare în Grupa B  |
| 9.  | Afumați                | 27   | 19 | 8  | 3 | 8  | 21 | 25 | −4  | Calificare în Grupa B  |
| 10. | FCU Craiova            | 27   | 19 | 7  | 6 | 6  | 21 | 21 | 0   | Calificare în Grupa A  |
| 11. | Unirea Ungheni         | 26   | 19 | 7  | 5 | 7  | 19 | 20 | −1  | Calificare în Grupa A  |
| 12. | Slatina                | 26   | 19 | 7  | 5 | 7  | 26 | 19 | +7  | Calificare în Grupa B  |
| 13. | Chiajna                | 23   | 19 | 6  | 5 | 8  | 25 | 29 | −4  | Calificare în Grupa B  |
| 14. | Metalul Buzău          | 23   | 19 | 6  | 5 | 8  | 18 | 20 | −2  | Calificare în Grupa A  |
| 15. | FC Bihor               | 19   | 19 | 5  | 4 | 10 | 18 | 26 | −8  | Calificare în Grupa A  |
| 16. | Chindia                | 18   | 19 | 4  | 6 | 9  | 20 | 23 | −3  | Calificare în Grupa B  |
| 17. | 1599 Șelimbăr          | 18   | 19 | 4  | 6 | 9  | 20 | 24 | −4  | Calificare în Grupa B  |
| 18. | Dumbrăvița             | 15   | 19 | 4  | 3 | 12 | 15 | 25 | −10 | Calificare în Grupa A  |
| 19. | Focșani                | 14   | 19 | 3  | 5 | 11 | 10 | 22 | −12 | Calificare în Grupa A  |
| 20. | AFC Câmpulung          | 7    | 19 | 2  | 1 | 16 | 7  | 44 | −37 | Calificare în Grupa B  |
| 21. | Mioveni                | 0    | 0  | 0  | 0 | 0  | 0  | 0  | 0   | Exclusă din campionat  |
| 22. | Viitorul-Pandurii      | 0    | 0  | 0  | 0 | 0  | 0  | 0  | 0   | Exclusă din campionat  |

1. 1 2 3 4 5 6 7 8  Steaua București, Corvinul Hunedoara, CSM Slatina, CSC Șelimbăr, CS Afumați, CSC Dumbrăvița, Unirea Ungheni și CSM Focșani nu au drept de promovare în SuperLigă din cauză că ele sunt cluburi de drept public, însă ele au putut participa în play-off-ul de promovare dacă s-au clasificat la finalul sezonului regular pe unul din primele șase locuri.[6]
2. 1 2  Goluri marcate: REȘ 31; ARG 19
3. 1 2 3  FCU 2-4 CHL; CHL 3-0 AFU; FCU 0-3 AFU
4. 1 2  SLA 0-1 UNG
5. 1 2  CON 1-0 MBZ
6. 1 2  CHI 2-1 SEL
7. ↑  CS Mioveni a fost exclusă din campionat pe 13 februarie 2025 ca urmare a neachitării obligațiilor financiare în termenul regulamentar. În consecință, toate meciurile jucate de echipă au fost anulate.[7]
8. ↑  Viitorul Pandurii Târgu Jiu a fost exclusă din campionat în octombrie 2024 ca urmare a intrării în faliment al clubului. Drept urmare, toate meciurile jucate de echipă au fost anulate.[8]

## Play-off
Primele șase echipe din sezonul regular s-au întâlnit de două ori (10 meciuri pe echipă) pentru a obține promovarea în SuperLiga României 2025-2026.

### Echipele calificate
| Loc | Echipa                 | Pct. |
| --- | ---------------------- | ---- |
| 1   | Csíkszereda            | 44   |
| 2   | CSA Steaua București   | 41   |
| 3   | Metaloglobus București | 38   |
| 4   | Reșița                 | 34   |
| 5   | Argeș Pitești          | 34   |
| 6   | Voluntari              | 33   |

### Clasamentulplay-off-ului
| Loc                                                                                           | Echipă                        | Pct. | MJ | V | E | Î | GM | GP | DG  |  | ARG | STE | CSI | VOL | MET | RES |
| --------------------------------------------------------------------------------------------- | ----------------------------- | ---- | -- | - | - | - | -- | -- | --- |  | --- | --- | --- | --- | --- | --- |
| 1.                                                                                            | Argeș Pitești (C, P)          | 57   | 10 | 7 | 2 | 1 | 19 | 5  | +14 |  | —   | 4–2 | 3–0 | 0–0 | 1–0 | 3–0 |
| 2.                                                                                            | CSA Steaua București          | 55   | 10 | 4 | 2 | 4 | 14 | 14 | 0   |  | 1–2 | —   | 0–0 | 3–2 | 3–1 | 0–2 |
| 3.                                                                                            | Csíkszereda (P)               | 54   | 10 | 2 | 4 | 4 | 7  | 14 | −7  |  | 0–4 | 0–0 | —   | 2–0 | 2–3 | 1–1 |
| 4.                                                                                            | Voluntari                     | 47   | 10 | 3 | 5 | 2 | 10 | 7  | +3  |  | 0–0 | 3–0 | 2–0 | —   | 1–0 | 1–1 |
| 5.                                                                                            | Metaloglobus București (W, P) | 46   | 10 | 2 | 2 | 6 | 7  | 17 | −10 |  | 2–1 | 0–3 | 0–1 | 0–0 | —   | 0–4 |
| 6.                                                                                            | Reșița                        | 45   | 10 | 2 | 5 | 3 | 11 | 11 | 0   |  | 0–1 | 0–2 | 1–1 | 1–1 | 1–1 | —   |
| Legendă: Locurile 1, 3: Promovare în SuperLigă Locurile 4, 5: Baraj de promovare în SuperLigă |                               |      |    |   |   |   |    |    |     |  |     |     |     |     |     |     |

1. ↑  Steaua București nu a avut drept de promovare în SuperLigă din cauză că este club de drept public. Drept urmare, ea nu a putut promova în sezonul următor al SuperLigii sau să dispute barajul de promovare.

## Play-out
Restul de paisprezece echipe din sezonul regular au fost împărțite în două grupe a câte șapte echipe. S-a disputat câte un singur joc între participante. Din ambele grupe au retrogradat locurile 7, iar locurile 6 vor disputa un baraj de menținere pentru a decide ce echipă va rămâne în Liga a II-a și în sezonul următor.

### Grupa A
| Loc                                                                            | Echipă            | Pct. | MJ | V | E | Î | GM | GP | DG  |  | COR | FCU | MBZ | BIH | UNG | DUM | FOC |
| ------------------------------------------------------------------------------ | ----------------- | ---- | -- | - | - | - | -- | -- | --- |  | --- | --- | --- | --- | --- | --- | --- |
| 1.                                                                             | Corvinul          | 44   | 6  | 5 | 0 | 1 | 15 | 5  | +10 |  |     | 2–1 | 5–0 |     |     | 0–1 |     |
| 2.                                                                             | FCU Craiova       | 33   | 6  | 2 | 0 | 4 | 6  | 11 | −5  |  |     |     |     | 0–3 | 2–0 |     | 2–1 |
| 3.                                                                             | Metalul Buzău     | 33   | 6  | 3 | 1 | 2 | 9  | 10 | −1  |  |     | 2–1 |     | 1–2 |     |     | 3–0 |
| 4.                                                                             | FC Bihor          | 32   | 6  | 4 | 1 | 1 | 14 | 8  | +6  |  | 2–4 |     |     |     | 3–1 | 3–1 |     |
| 5.                                                                             | Unirea Ungheni    | 30   | 6  | 1 | 1 | 4 | 4  | 13 | −9  |  | 0–3 |     | 2–2 |     |     | 1–0 |     |
| 6.                                                                             | Dumbrăvița (L, R) | 22   | 6  | 2 | 1 | 3 | 5  | 5  | 0   |  |     | 3–0 | 0–1 |     |     |     | 0–0 |
| 7.                                                                             | Focșani (R)       | 19   | 6  | 1 | 2 | 3 | 6  | 8  | −2  |  | 1–2 |     |     | 1–1 | 3–0 |     |     |
| Legendă: Locul 6: Baraj pentru menținere Locul 7: Retrogradare în Liga a III-a |                   |      |    |   |   |   |    |    |     |  |     |     |     |     |     |     |     |

1. 1 2  Departajarea se face la numărul de puncte acumulate în sezonul regular. FCU: 27, MBZ: 23.

### Grupa B
| Loc                                                                            | Echipă            | Pct. | MJ | V | E | Î | GM | GP | DG |  | SLA | CHL | AFU | SEL | CON | CHI | CMU |
| ------------------------------------------------------------------------------ | ----------------- | ---- | -- | - | - | - | -- | -- | -- |  | --- | --- | --- | --- | --- | --- | --- |
| 1.                                                                             | Slatina           | 38   | 6  | 3 | 3 | 0 | 10 | 3  | +7 |  |     | 0–0 |     | 2–0 | 3–1 |     |     |
| 2.                                                                             | Ceahlăul          | 35   | 6  | 2 | 2 | 2 | 10 | 9  | +1 |  |     |     | 2–1 | 1–2 | 1–1 |     |     |
| 3.                                                                             | Afumați           | 31   | 6  | 1 | 1 | 4 | 5  | 12 | −7 |  | 1–1 |     |     |     |     | 0–2 | 3–0 |
| 4.                                                                             | 1599 Șelimbăr     | 31   | 6  | 4 | 1 | 1 | 13 | 6  | +7 |  |     |     | 3–0 |     | 2–0 |     | 4–1 |
| 5.                                                                             | Chiajna           | 30   | 6  | 2 | 1 | 3 | 9  | 11 | −2 |  |     |     | 4–0 |     |     | 2–1 | 1–4 |
| 6.                                                                             | Chindia (W)       | 27   | 6  | 2 | 3 | 1 | 10 | 8  | +2 |  | 1–1 | 3–2 |     | 2–2 |     |     |     |
| 7.                                                                             | AFC Câmpulung (R) | 11   | 6  | 1 | 1 | 4 | 8  | 16 | −8 |  | 0–3 | 2–4 |     |     |     | 1–1 |     |
| Legendă: Locul 6: Baraj pentru menținere Locul 7: Retrogradare în Liga a III-a |                   |      |    |   |   |   |    |    |    |  |     |     |     |     |     |     |     |

1. 1 2  Departajarea se face la numărul de puncte acumulate în sezonul regular. AFU: 27, SEL: 18.

## Barajul de menținere în Liga a II-a
Barajul pentru deciderea echipei care va rămâne și cea care va retrograda în sezonul următor de Liga a II-a s-a disputat între ocupantele locului 6 din Grupa A și Grupa B, Dumbrăvița și Chindia Târgoviște. 
| Dumbrăvița | 0 – 1  | Chindia              |
| ---------- | ------ | -------------------- |
|            | Raport | 26' (pen.) D. Florea |

| Chindia                                 | 3 – 2  | Dumbrăvița                     |
| --------------------------------------- | ------ | ------------------------------ |
| 49' D. Florea 79' R. Tache 87' C. Cocoș | Raport | 15' C. Gladun 21' C. Pădurariu |

## Barajele de promovare/menținere în SuperLiga României
Barajele pentru deciderea ultimelor două echipe din sezonul 2025-2026 al primei ligi naționale s-a disputat între ocupanta locului 7 din play-out-ul SuperLigii și ocupanta locului 5 din Liga a II-a, respectiv ocupanta locului 8 din play-out-ul SuperLigii și ocupanta locului 4 din Liga a II-a.
Tur
| 25 mai 2025 | Poli Iași          | 1 – 1 | Metaloglobus București | Iași                                                      |  |
| 15:00       | Ș. Ștefanovici 12' |       | 85' D. Huiban⁠(d)       | Stadion: Emil Alexandrescu Arbitru: István Kovács (Carei) |  |

| 26 mai 2025 | Voluntari                   | 2 – 1 | Unirea Slobozia | Voluntari                                                  |  |
| 20:00       | I. Andreș 22' M. Schieb 86' |       | 32' J. Vojtuš   | Stadion: Anghel Iordănescu Arbitru: Marian Barbu (Făgăraș) |  |

Retur
| 1 iunie 2025 | Metaloglobus București | 1 – 0 | Poli Iași | Clinceni                                            |  |
| 21:00        | D. Huiban⁠(d) 84'       |       |           | Stadion: Clinceni Arbitru: Adrian Cojocaru (Galați) |  |

| 2 iunie 2025                                     | Unirea Slobozia         | 1 – 0 (d.p.) (4 – 3 d.l.d.)                          | Voluntari | Clinceni                                                |  |
| 20:00                                            | Arabuli⁠(d) 41'          |                                                      |           | Stadion: Clinceni Arbitru: Horațiu Feșnic (Cluj-Napoca) |  |
|                                                  | Lovituri de departajare |                                                      |           |                                                         |  |
| Vojtuš⁠(d) · Arabuli⁠(d) · Perianu · Bărbuț · Toma |                         | Dumiter⁠(d) · Panțîru · Carnat · Crișan⁠(d) · Guțea⁠(d) |           |                                                         |  |